# Памятник жертвам геноцида армян в Петах-Тикве
Памятник в Израиле «Невинным жертвам Геноцида армян в Османской империи в 1915—1923 гг.» установлен 24 апреля 2020 года в Петах-Тикве. Автор Давид Галфаян, архитектор Роберт Оганян.

## Символизм
Пробившиеся из скалы цветки незабудки — один из символов Армении, символизируют память о 1.5 миллионах жертв Геноцида армян в Османской империи в 1915—1923 годах. По камню, из которого пробился цветок, течет вода как образ слёз по убитым.

## История создания
Мемориал в Петах-Тикве является первым памятником Геноциду армян в Израиле. После ряда встреч и дискуссий активистами армянской общины города в 2015 году был сформирован комитет по организации мероприятий, посвященных столетию Геноцида армян. Позже комитет был переименован в «Комитет по установке памятника Геноциду армян». После нескольких заседаний из предложенных проектов был одобрен проект памятник работы Давида Галфаяна. 15 ноября 2017 года было принято решение обратиться от имени автора в совет по утверждению памятников отдела культуры муниципалитета города. 21 декабря 2019 года совет одобрил эскизы и подтвердил соответствие памятника художественным и архитектурным стандартам.

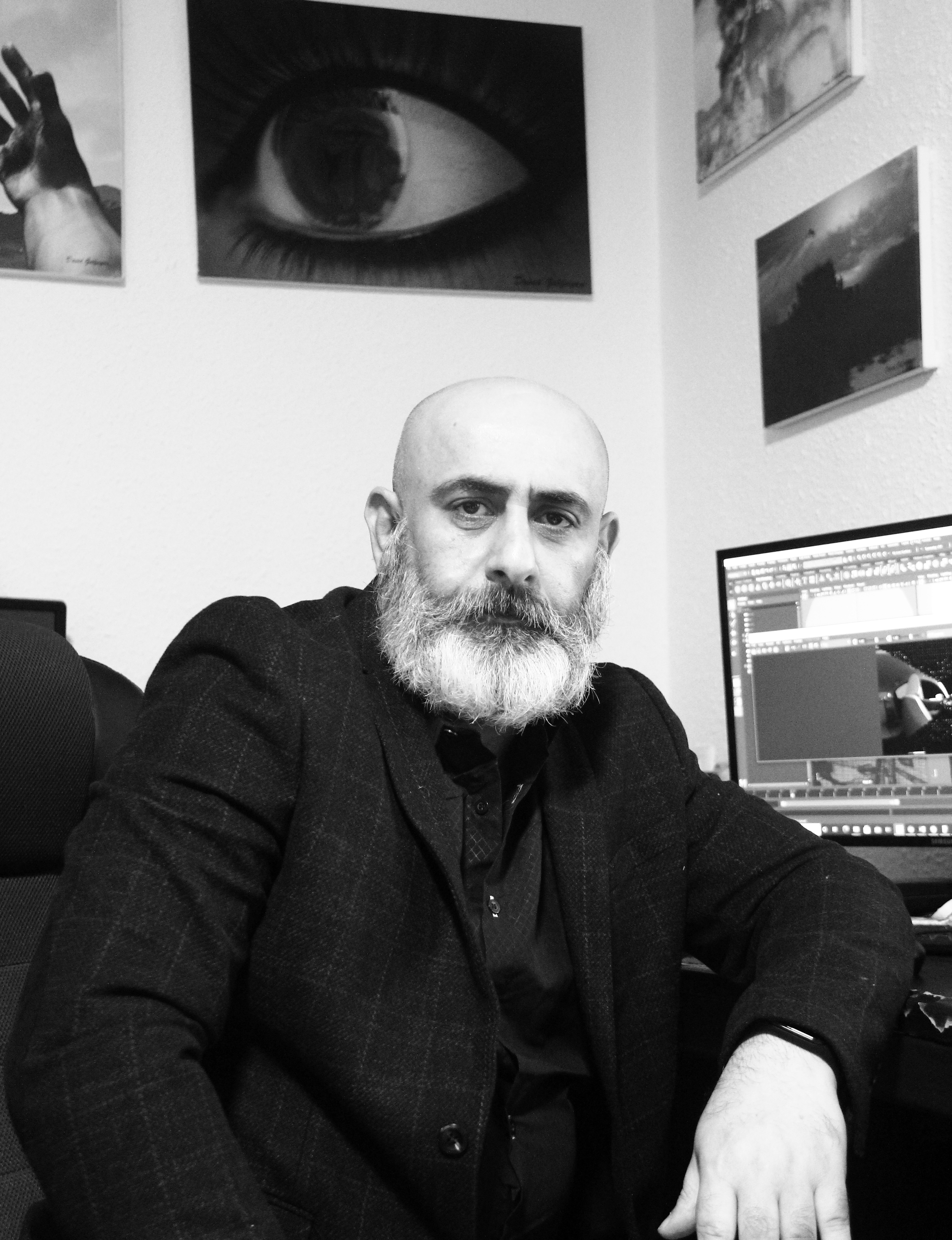
Автор памятника Давид Галфаян

Муниципалитет предоставил место в городском «Парке общин» (ныне парк имени Шарля Азнавура). Далее комитет принял решение поручить Союзу армян Петах-Тиквы «Наири» официальную организацию строительства памятника. Член Союза, архитектор Роберт Оганян и автор памятника, руководитель Армянского культурно-образовательного центра Петах-Тиквы «Ноян Тапан» Давид Галфаян вместе с членами-основателями Союза «Наири» Смбатом Мхитаряном, Артемом Черноморяном, Тиграном Мамаджаняном, Кареном Арутюняном, Вячеславом Григоряном, Виктором Брейлом, Нелли Тарумян и Гаяне Саакян приступили к составлению необходимых документов для подачи в муниципалитет для получения разрешения на строительство. После нескольких встреч с мэром Петах-Тиквы Ицхаком Браверманом было получено предворителное согласие на строительство. С помощью строителя Эрана Шиллера, консультантов по землеустройству Дорона Ашелла и Левона Сукиасяна архитектор Роберт Оганян разработал проект памятника и представил проект местным властям. На получение разрешений от соответствующих отделов муниципалитета ушло около года. Затем, после новых выборов в органы местного самоуправления, новый мэр города Рами Гринберг встретился с членами комитета по строительству памятника и пообещал оказать поддержку проекту.
16 мая 2019 года были получены все разрешения от мэрии на строительство памятника. После чего комитет по строительству памятника сформировал финансовый совет для сбора средств в Израиле и за границей. Позже комитетом было принято решение поручить изготовление мемориала компании «StoneE Services» (директор Карен Петросян, мастер по камню Артавазд Ованнисян). Памятник был изготовлен в Армении и в виде фрагментов через порт в Поти прибыл в Израиль. 27 января 2020 года установка памятника была завершена.
Официальное открытие Мемориала состоялось 24 апреля в День памяти жертв геноцида армян. В открытии приняли участие руководство города Армянского Патриархата Иерусалима и гости со всего Израиля.